# Элвин (кратер)
Элвин (англ. Alvin) — небольшой марсианский ударный кратер, расположенный на плато Меридиана. Координаты кратера — 1°57′31″ ю. ш. 5°30′42″ з. д. / 1,9587972° ю. ш. 5,5117556° з. д. Кратер посетил марсоход «Оппортьюнити» 18 февраля 2005 года (381 сол). Диаметр кратера составляет примерно 11 метров. Кратер находится примерно в 195 м южнее от кратера Арго и 710 м от большего по размеру, кратера Восток. Исследования кратера не проводились, несмотря на выход горных пород внутри кратера, подобных тем, что находятся внутри кратера Игл.

Три кратера на одном фото: Джейсон, Элвин и Эндьюранс (вдали, виден обод кратера), изображение марсохода «Оппортьюнити».

Кратер Элвин, снятый с орбиты аппаратом MRO, камерой высокого разрешения HiRISE.